# Ernst Fürstenheim
Ernst Fürstenheim (* 18. August 1836 in Köthen; † 2. Juli 1904 in Berlin) war ein deutscher Arzt und bedeutender Urologe. Er trug den Titel Geheimer Sanitätsrat.

## Leben
Ernst Fürstenheim studierte in Berlin, Würzburg, Paris und London Medizin. 1859 wurde er Mitglied des Corps Nassovia Würzburg. 1861 wurde er in Berlin promoviert und gründete dort 1863 die erste urologische Praxis. In der Folge modifizierte er das Désormeauxsche Endoskop und setzte dieses erstmals in Deutschland ein. Der Berliner Urologe Carl Posner war sein Assistent.